# Plasma frais congelé

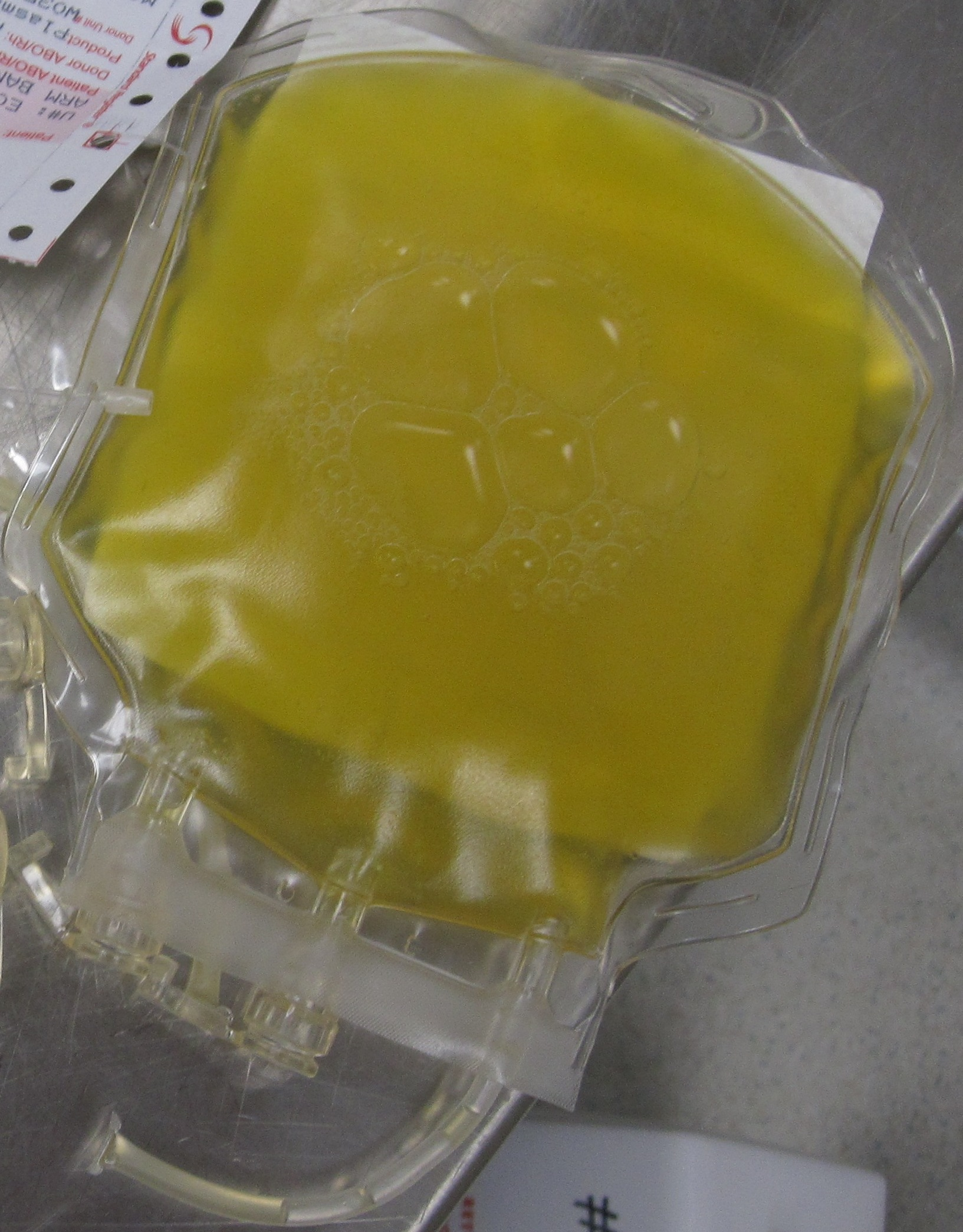
Un sachet de plasma frais congelé

Le plasma frais congelé est la dénomination d'un produit sanguin labile utilisé en transfusion sanguine.
Ce produit, issu d'un prélèvement par aphérèse chez un donneur de sang bénévole (du moins en France), est conservé congelé à une température inférieure à -25 °C pendant 1 an au maximum à compter de la date de prélèvement. L'indication de sa transfusion, c'est d'apporter au malade l'ensemble des divers facteurs de coagulation dont il est déficitaire. Les indications de ce produit transfusionnel sont très limitées.
Ces plasmas thérapeutiques ont subi différents procédés (amotosalen, procédé SD) d'inactivation ou d'atténuation virale et bactérienne.